# Distribució de quasiprobabilitat

Funció de Wigner d'un estat de gat de Schrödinger, que mostra la superposició coherent de dos estats coherents d'oscil·lador harmònic. L'eix horitzontal mostra la posició i l'eix vertical mostra l'impuls, amb les distribucions marginals corresponents (obtinguts integrant al llarg de l'altra dimensió) que es mostren a continuació ia la dreta, respectivament.

Una distribució de quasiprobabilitat és un objecte matemàtic similar a una distribució de probabilitat però que relaxa alguns dels axiomes de la teoria de la probabilitat de Kolmogorov. Les quasiprobabilitats comparteixen diverses característiques generals amb probabilitats ordinàries, com ara, de manera crucial, la capacitat de produir valors d'expectativa respecte als pesos de la distribució. Tanmateix, poden violar l'axioma σ -additivitat: integrar-los no necessàriament produeix probabilitats d'estats mútuament exclusius. De fet, les distribucions de quasiprobabilitat també tenen regions de densitat de probabilitat negativa, contraintuïtivament, contradient el primer axioma. Les distribucions de quasiprobabilitat sorgeixen de manera natural en l'estudi de la mecànica quàntica quan es tracten en la formulació de l'espai de fases, utilitzada habitualment en òptica quàntica, anàlisi temps-freqüència, i en altres llocs.
En la forma més general, la dinàmica d'un sistema mecànic quàntic està determinada per una equació mestra a l'espai de Hilbert: una equació de moviment per a l'operador de densitat (normalment escrit {\displaystyle {\widehat {\rho }}}) del sistema. L'operador de densitat es defineix respecte a una base ortonormal completa. Encara que és possible integrar directament aquesta equació per a sistemes molt petits (és a dir, sistemes amb poques partícules o graus de llibertat), això esdevé ràpidament intractable per a sistemes més grans. Tanmateix, és possible demostrar que l'operador de densitat sempre es pot escriure en forma diagonal, sempre que sigui respecte a una base sobrecompleta. Quan l'operador de densitat es representa en una base tan sobrecompleta, llavors es pot escriure d'una manera més semblant a una funció ordinària, a costa que la funció tingui les característiques d'una distribució de quasiprobabilitat. L'evolució del sistema està completament determinada per l'evolució de la funció de distribució de quasiprobabilitat.
La funció f no és única. Hi ha una família de representacions diferents, cadascuna connectada amb un ordre diferent Ω. La més popular en la literatura de física general i històricament la primera d'aquestes és la distribució de quasiprobabilitat de Wigner, que està relacionada amb l'ordenació simètrica d'operadors. En òptica quàntica específicament, sovint els operadors d'interès, especialment l'operador del nombre de partícules, s'expressen de manera natural en ordre normal. En aquest cas, la representació corresponent de la distribució de l'espai de fases és la representació P de Glauber–Sudarshan.